# 浅梨なおこ
浅梨 なおこ（あさり なおこ、1月24日 - ）は、日本の映画音響技術者、アニメーション音響監督。東京都出身。

## 経歴
1981年にオムニバスプロモーションに音響助手として入社。スタジオジブリ作品を中心に音響演出を手掛け、独立した後は実写映画の音楽選曲、音響編集などを多数務めた。
アニメーション音響監督からは1996年のテレビアニメ『こどものおもちゃ』を開始間もなくして降板して以来長らく遠ざかっていたが、2013年の映画『かぐや姫の物語』で17年ぶりに担当した。スタジオジブリ作品としては、1995年の『耳をすませば』以来となる。

## 主な作品

### テレビ
| 期間           | 期間          | 番組名                             | 制作（放送局）                                   | 役職     |
| -------------- | ------------- | ---------------------------------- | ------------------------------------------------ | -------- |
| 1988年4月5日   | 1988年9月27日 | どんどんドメルとロン               | テレビ東京 テレスクリーン 和光プロダクション     | 音響監督 |
| 1989年10月11日 | 1990年9月26日 | 機動警察パトレイバー ON TELEVISION | 日本テレビ バンダイ 東北新社                     | 録音演出 |
| 1990年4月12日  | 1991年10月3日 | 楽しいムーミン一家                 | テレビ東京 テレスクリーン                        | 音響監督 |
| 1996年4月5日   | 1996年5月17日 | こどものおもちゃ                   | テレビ東京 日本アドシステムズ スタジオぎゃろっぷ | 音響監督 |

### 映画
| 公開年 | 公開年   | 作品名                             | 制作（配給） | 役職                                    |
| ------ | -------- | ---------------------------------- | --- | --------------------------------------- |
| 1985年 | 12月22日 | 天使のたまご                       | 徳間書店 徳間ジャパンコミュニケーションズ （東映）                                                                                | 音響助手                                |
| 1986年 | 8月2日   | 天空の城ラピュタ                   | 徳間書店 スタジオジブリ （東映）                                                                                                  | 音響助手                                |
| 1987年 | 2月7日   | 紅い眼鏡                           | オムニバスプロモーション （キネカ大森）                                                                                           | オーディプランナー オーディオプランナー |
| 1988年 | 4月16日  | となりのトトロ                     | 徳間書店 スタジオジブリ （東宝）                                                                                                  | 音響助手                                |
| 1989年 | 7月29日  | 魔女の宅急便                       | 徳間書店 ヤマト運輸 日テレ スタジオジブリ （東映）                                                                                | 音響監督                                |
| 1991年 | 3月23日  | ケルベロス 地獄の番犬              | フジテレビ バンダイ （松竹） | 音響監督                                |
| 1991年 | 7月20日  | おもひでぽろぽろ                   | 徳間書店 日テレ 博報堂 スタジオジブリ （東宝）                                                                                    | 音響監督                                |
| 1992年 | 7月18日  | 紅の豚。                           | 徳間書店 JAL 日テレ スタジオジブリ （東宝）                                                                                       | 音響監督                                |
| 1993年 | 8月7日   | 機動警察パトレイバー2 the Movie    | バンダイビュジュアル 東北新社 イング （松竹）                                                                                     | 音響監督                                |
| 1995年 | 7月15日  | On Your Mark                       | 徳間書店 日テレ 博報堂 スタジオジブリ （東宝）                                                                                    | 音響監督                                |
| 1995年 | 7月15日  | 耳をすませば                       | 徳間書店 日テレ 博報堂 スタジオジブリ （東宝）                                                                                    | 音響監督                                |
| 1995年 | 12月9日  | ゴジラvsデストロイア               | 東宝映画 （東宝） | 整音                                    |
| 1996年 | 12月14日 | モスラ                             | 東宝映画 （東宝） | 整音                                    |
| 1997年 | 6月7日   | 誘拐                               | 東宝映画 （東宝） | 整音                                    |
| 1997年 | 11月8日  | ラヂオの時間                       | フジテレビ 東宝 | 選曲                                    |
| 1997年 | 12月13日 | モスラ2 海底の大決戦               | 東宝映画 （東宝） | 整音                                    |
| 1998年 | 6月6日   | 絆 -きずな-                        | 東宝映画 （東宝） | 整音                                    |
| 1998年 | 6月27日  | 不夜城                             | 角川書店 博報堂 住友商事 日本出版販売 （東映） （アスミック・エースエンタテインメント）                                           | 選曲                                    |
| 1998年 | 6月27日  | 愚か者 傷だらけの天使              | 吉本興業 丸紅 （東京テアトル） （CAMARADE）                                                                                       | サウンドエディター                      |
| 1998年 | 12月12日 | モスラ3 キングギドラ来襲           | 東宝映画 （東宝） | 整音                                    |
| 1999年 | 3月6日   | ガメラ3 邪神覚醒                   | 大映 徳間書店 日テレ 博報堂 日本出版販売 （東宝）                                                                                 | サウンドエディター                      |
| 1999年 | 7月3日   | お受験                             | 角川書店 衛星劇場 （松竹） | 選曲                                    |
| 1999年 | 9月25日  | 秘密                               | TBS （東宝） | 選曲                                    |
| 1999年 | 12月11日 | ゴジラ2000 ミレニアム              | 東宝映画 （東宝） | 音楽エディター                          |
| 2000年 | 7月22日  | 借王                               | 日活撮影所 （日活） | 選曲                                    |
| 2000年 | 8月5日   | 仮面学園                           | 角川書店 ホリプロ 東映 アスミック・エース                                                                                         | ミュージック・エディター                |
| 2000年 | 8月5日   | 死者の学園祭                       | 角川書店 ホリプロ 東映 アスミック・エース                                                                                         | ミュージック・エディター                |
| 2000年 | 11月3日  | 世にも奇妙な物語 映画の特別編      | フジテレビ ポニーキャニオン IMAGICA 共同テレビ 日活撮影所 （東宝）                                                                | 選曲                                    |
| 2000年 | 12月16日 | ゴジラ×メガギラス G消滅作戦        | 東宝映画 （東宝） | 音楽エディター                          |
| 2008年 | 9月13日  | おくりびと                         | 小学館 TBS 毎日放送 テレビユー山形 TBSラジオ 電通 朝日新聞社 アミューズソフトエンタテインメント 松竹 セディックインターナショナル | 選曲                                    |
| 2013年 | 11月23日 | かぐや姫の物語                     | スタジオジブリ ウォルト・ディズニー・カンパニー 日テレ 電通 博報堂DYメディアパートナーズ 三菱商事 KDDI （東宝）                   | 音響監督                                |
| 2013年 | 12月24日 | カノジョは嘘を愛しすぎてる         | フジテレビジョン アミューズ 小学館 東宝 ROBOT （東宝）                                                                            | サウンドデザイン                        |
| 2015年 | 1月31日  | 映画 深夜食堂                      | アミューズ 小学館 木下グループ 東映 ギークピクチュアズ MBSテレビ RKB毎日放送 （東映）                                             | サウンドデザイン                        |
| 2020年 | 3月20日  | 一度死んでみた                     | 松竹 フジテレビジョン （松竹） | サウンドデザイン                        |
| 2021年 |          | ボクたちはみんな大人になれなかった | （Netflix） | 整音                                    |